# Frente Amplio Progresista (Argentina)
El Frente Amplio Progresista (FAP) fue una coalición argentina, creada a mediados de 2011 e integrada por partidos políticos de ideología progresista y socialdemócrata. Se autodefinía como un frente enfocado en la institucionalidad, una economía sustentable y un estado de bienestar avanzado, descentralizado, participativo y transparente. Fue remplazado en el 2013 por el Frente Amplio UNEN, actualmente también disuelto. El frente Progresistas puede considerarse su continuación.

## Historia

### Origen
El FAP surgió el sábado 11 de junio de 2011, luego del V Congreso Nacional Extraordinario del Partido Socialista. Hasta ese momento el PS todavía no había definido su política de alianzas a nivel nacional, habiendo intentado lograr un Frente Progresista que integrase a las fuerzas de centro-izquierda a nivel nacional desde finales del 2009. La tensión en la que se encontraba el PS tenía dos frentes: por un lado su relación con la UCR, con la cual conformaba el Frente Progresista, Cívico y Social en Santa Fe (coalición que había llevado a Binner a la gobernación de la provincia) y por el otro lado distintas fuerzas de centro-izquierda encabezadas por el Movimiento Proyecto Sur, las cuales querían alejarse del bipartidismo argentino hacía una tercera posición alternativa. Esta tensión se incrementa con el correr de 2011, en tanto de ambos lados se presionaba al PS por una definición.
Al mismo tiempo, el Movimiento Proyecto Sur sumaba como aliados al Frente Cívico de Luis Juez y al MST, al Partido Comunista Revolucionario (PCR), en adhesión a sus otros integrantes – el Movimiento Libres del Sur, el Partido Socialista Auténtico, el partido Buenos Aires Para Todos y el partido Unidad Popular – lo cual imprimía mayor presión a la decisión del PS, que esperaba a conquistar las internas del Frente Progresista en Santa Fe para tomar una resolución a nivel nacional. En paralelo a esto, la UCR liderada por Ricardo Alfonsín, que hasta ese momento había apuntado hacia la conformación de un frente con el PS y el GEN, cambió su posición al verse modificado el escenario nacional y ante su debilidad en la provincia de Buenos Aires, donde la UCR no tenía un candidato fuerte que le garantizase un piso de votos necesario para llegar a disputar la presidencia. Ante esta situación el partido de Alfonsín inició tratativas con Francisco de Narváez, lo cual fue repudiado por el PS y el GEN, que veían en esto un giro hacia la derecha por parte de la UCR. Sumado a esto, la baja en la candidatura presidencial de Mauricio Macri que dejó una parte del electorado nacional a la deriva, terminó de esbozar la política de alianzas de la UCR, la cual finalmente eligió a De Narváez como su candidato a Gobernador. Mientras tanto en Santa Fe, Antonio Bonfatti -el candidato impulsado por Binner- fue quien triunfó en la interna del Frente Progresista, asegurándose la integridad de esta coalición provincial más allá de las alianzas a nivel nacional.
Es en este contexto que se celebra el V Congreso Nacional Extraordinario del Partido Socialista, donde el PS resuelve avanzar con su alianza con el GEN y otras fuerzas de centro-izquierda, lamentando no haber podido encontrar un acuerdo a nivel nacional con la UCR. De este modo, el resultado de este Congreso Nacional Extraordinario marcó el final alejamiento del PS de una posible alianza con la UCR, al mismo tiempo que inició el camino hacia una coalición política de distintas fuerzas de centroizquierda, detrás de una plataforma programática nacional y bajo la fórmula presidencial Binner-Morandini, la cual lideraría un frente que todavía no tenía nombre ni había definido completamente las fuerzas que lo integrarían.

### Inscripción y alejamiento de Proyecto Sur
A 3 días del lanzamiento de la fórmula Binner-Morandini, el flamante frente de centro-izquierda debía inscribir sus alianzas en la Justicia Electoral para las internas del 14 de agosto. Allí las fuerzas que finalmente conformaron el inscripto Frente Amplio Progresista fueron el PS y el GEN, adhiriéndose Unidad Popular de Víctor De Gennaro, el Partido Nuevo de Luis Juez y Libres del Sur, liderado por Humberto Tumini. El ausente de centro-izquierda de esta alianza era el Movimiento Proyecto Sur, cuyo referente Pino Solanas declaró que "no cayó bien" que el socialismo y el GEN "se hayan inscripto solos". Para él, el problema central fue la falta de tiempo para sentarse a dialogar tras el pronunciamiento del sábado en el Congreso del socialismo e indicó que ello "no quiere decir que no siga existiendo un ánimo enorme de seguir construyendo un espacio grande”. Los caminos del FAP y Proyecto Sur finalmente se terminaron de distanciar de cara a las elecciones de 2011 con el lanzamiento de la candidatura de Alcira Argumedo por parte del partido de Solanas.

### Lanzamiento
El FAP se concreta con el lanzamiento de la candidatura presidencial para las elecciones de octubre de 2011 del gobernador de Santa Fe, Hermes Binner, líder del Frente, contando con el apoyo del Partido Socialista, el GEN de Margarita Stolbizer, Buenos Aires para Todos de Claudio Lozano, Movimiento Libres del Sur de Victoria Donda, Unidad Popular de Víctor De Gennaro, Solidaridad e Igualdad de Eduardo Macaluse y el Partido Nuevo de Córdoba de Luis Juez, es decir, el arco opositor de centro-izquierda. La senadora nacional del Partido Nuevo de Córdoba, Norma Morandini, fue la elegida para acompañar a Hermes Binner en la fórmula presidencial de 2011.

## Partidos integrantes
| Partido | Partido | Partido                               | Líder               | Ideología                                          | Posición        | Representantes (2011-2013) | Representantes (2011-2013) | Representantes (2011-2013) |
| Partido | Partido | Partido                               | Líder               | Ideología                                          | Posición        | Diputados                  | Senadores                  | Gobernadores               |
| ------- | ------- | ------------------------------------- | ------------------- | -------------------------------------------------- | --------------- | -------------------------- | -------------------------- | -------------------------- |
|         |         | Partido Socialista                    | Hermes Binner       | Socialdemocracia Socialismo democrático            | Centroizquierda | 6/257                      | 1/72                       | 1/24                       |
|         |         | Movimiento Libres del Sur             | Humberto Tumini     | Nacionalismo de izquierda Socialismo democrático   | Izquierda       | 1/257                      | 0/72                       | 0/24                       |
|         |         | Generación para un Encuentro Nacional | Margarita Stolbizer | Socialdemocracia Progresismo                       | Centroizquierda | 5/257                      | 1/72                       | 0/24                       |
|         |         | Unidad Popular                        | Víctor De Gennaro   | Nacionalismo de izquierda Socialismo del siglo XXI | Izquierda       | 3/257                      | 0/72                       | 0/24                       |
|         |         | Frente Cívico de Córdoba              | Luis Juez           | Regionalismo cordobés Progresismo                  | Centroizquierda | 7/257                      | 2/72                       | 0/24                       |
|         |         |                                       |                     |                                                    |                 | 24/257                     | 4/72                       | 1/24                       |

### Elecciones presidenciales de 2011
Las elecciones primarias del 14 de agosto de 2011 fueron el debut electoral del Frente Amplio Progresista con la candidatura presidencial de Hermes Binner. A apenas unas semanas de su fundación, este Frente alcanzó 2.125.000 votos en todo el país, es decir, alrededor de un 10,30 % de los votos, posicionándose en el cuarto lugar y a sólo 1,9 % del segundo lugar.
No obstante, la alta imagen positiva de Hermes Binner -y el aumento progresivo de su conocimiento- son indicadores de que su electorado puede seguir creciendo, consolidándose como la principal fuerza de la oposición.
En las elecciones presidenciales, el 23 de octubre, obtuvo el segundo lugar con cerca del 17 % de los votos, superando al radical Ricardo Alfonsín que obtuvo el 11 %, totalizando 3.700.000 votos en todo el país, convirtiéndose así en la principal fuerza opositora al Frente Para la Victoria.

### Encuentro Nacional del FAP 2012
El congreso tuvo como objetivo principalmente mostrar la unidad y cohesión entre las diversas fuerzas que integran el FAP ante las elecciones legislativas de 2013. Se desarrolló el 24 de noviembre de 2012, en Costa Salguero (Buenos Aires). Contó con la presencia de más de 5 mil personas, y de la mayoría de los referentes de todos los partidos y espacio políticos que integran el Frente. En el mismo fue proclamado Hermes Binner como presidente del FAP, y se lanzó el programa "20 ideas para 20 años: la Argentina que queremos".

### Desaparición
El frente dejó de existir en el 2013, cuando algunos de sus miembros, junto a la Unión Cívica Radical y la Coalición Cívica constituyeron el Frente Amplio UNEN. Tras el fracaso de este proyecto, los partidos que habían formado el FAP se reagruparon bajo la coalición Progresistas.

## Referentes
El Frente Amplio Progresista tenía importante representación en los cuatro distritos más importantes del país (las tres provincias más grandes y la Capital Federal):
- Santa Fe: es la Provincia más importante en dicha construcción al ser la única que gobierna, el candidato presidencial Hermes Binner fue su gobernador durante 2007-2011 y el gobernador actual -con el 38,73% de los votos- es Antonio Bonfatti, con mandato 2011-2015.[20][21]
- Provincia de Buenos Aires: la principal fuerza en dicho distrito es el Partido GEN liderado por Margarita Stolbizer. Otros referentes en esa provincia son Jaime Linares, senador del GEN; Victoria Donda, diputada de Libres del Sur; Ricardo Cuccovillo, diputado del Partido Socialista; Gerardo Milman, diputado del GEN y Víctor De Gennaro de Unidad Popular.
- Córdoba: en Córdoba la principal fuerza es el Partido Nuevo del ex intendente de la capital y candidato a gobernador Luis Juez al que, además, pertenece la candidata a vicepresidenta del Frente, Norma Morandini.
- Ciudad de Buenos Aires: en la Capital los principales referentes del Frente son Roy Cortina, diputado del Socialismo, Claudio Lozano de Unidad Popular, Cristina Calvo del GEN, y Humberto Tumini de Libres del Sur. En las elecciones a jefe de Gobierno el Frente apoyó a Pino Solanas.

## Propuestas
Algunas de las principales propuestas del Frente Amplio Progresista son:

### Institucionalidad
- Parlamentarismo.[23][24][25]
- Presupuesto participativo.
- Profesionalización y concurso para el ingreso y promoción en la administración pública.
- Sistema electoral de boleta única para todas las categorías.[26][27][28]
- Prohibición de las candidaturas testimoniales y de las listas colectoras.
- Fortalecimiento institucional de la UNASUR.

### Economía y producción
- Estatización de los ferrocarriles.[29]
- Expropiación total de YPF.[30]
- Defensa de los consumidores y usuarios
- Revisión urgente del Código de Minería.[31]
- Revisión de la deuda externa.
- Revisión de los subsidios.

### Salud
- Ley de fertilización asistida.[32]
- Marco regulatorio de las entidades de medicina prepaga.
- Promoción de la investigación en salud.
- Fomento de la producción pública de medicamentos.
- Ley de muerte digna.[33][34][35]
- Políticas especiales para la reducción de las muertes maternas evitables.[36][37]
- Acceso a los servicios de salud reproductiva universales y gratuitos.

### Derechos humanos
- Ley de identidad de género.[38]
- Ley de matrimonio entre personas del mismo sexo.[39][40]

- Actualización de la Ley Antidiscriminación.[41]
- Terminar con el impedimento a homosexuales de donar sangre.[42]
- Avances en la igualdad de género y combate al femicidio.[43][44][45]
- Ley de acuerdo prenupcial.[46][47]
- Ley de divorcio incausado.[48]
- Reconocimiento de los derechos de los pueblos originarios hacia un Estado pluricultural.[49]

### Desarrollo social
- Pago del 82% mínimo, vital y móvil a los jubilados.[50]
- Universalización de la AUH.[51]

### Justicia y seguridad
- Derogación de la Ley Antiterrorista.[52][53][54]
- Derogación de la figura de avenimiento del Código Penal.[55][56][57]
- Modificación de la Ley del Consejo de la Magistratura.
- Implementación de la policía judicial.[58][59][60]
- Reforma del sistema penitenciario e institutos carcelarios.[61][62]
- Reformas en el sistema de justicia y policial dirigidas a combatir la violencia de género.[44]
- Despenalización del consumo de drogas para combatir el narcotráfico.[63][64][65]
- No criminalización de la protesta social.[66]

### Educación
- Reforma de la Ley de Educación Superior.[67][68]
- Implementación integral de la Ley de Educación Sexual Integral

### Sindicatos
- Democratización y libertad sindical.[69][70][71]
- Reconocimiento de personería gremial a la CTA.[cita requerida]

## Apoyo de intelectuales y artistas
Diferentes artistas e intelectuales expresaron su apoyo al candidato presidencial del FAP en las elecciones de 2011. Entre ellos Joan Manuel Serrat, Tomás Abraham, Beatriz Sarlo, Federico Andahazi, Osvaldo Bazán, Ernesto Tenembaum[cita requerida], Angélica Gorodischer, Fabián Casas, entre otros.

## Resultados electorales

### Elecciones presidenciales
|  | 10,18 % |

|  | 16,81 % |

### Elecciones legislativas
| Año  | Votos     | %                | Banca     | Banca | Banca | Banca   | Banca |
| Año  | Votos     | %                | Obtenidas | +/-   | Diputados | Totales | +/-   |
| ---- | --------- | ---------------- | --------- | ----- | --- | ------- | ----- |
| 2011 | 2.568.457 | \| \| 12.48 % \| | 14/130    | 9     | Ver diputados: 1. Víctor De Gennaro (IEUP) 2. Omar Arnaldo Duclós (GEN) 3. Victoria Donda (LdS) 4. María Virginia Linares (GEN) 5. Ricardo Cuccovillo (PS) 6. Claudio Lozano (IEUP) 7. Roy Cortina (PS) 8. Jorge Anselmo Valinotto (PN) 9. Graciela Villata (PN) 10. Hermes Binner (PS) 11. Hugo Guillermo Storero (UCR) 12. Silvia Augsburger (PS) 13. Pedro Juan Morini (UCR) 14. Pablo Ventura Zancada (PS) | 22/257  | 17    |
|      | 12.48 %   |                  |           |       | |         |       |